# Secretaria de Casa Civil e Relações Institucionais de Minas Gerais
| Secretaria de Casa Civil e de Relações Institucionais de Minas Gerais                                                                              |                                                               |
| Edifício Gerais (Cidade Administrativa Presidente Tancredo Neves) Rodovia João Paulo II, 4001 - Serra Verde Belo Horizonte www.casacivil.mg.gov.br |                                                               |
| Criação | Criada por meio da Lei Delegada 179, de 1º de janeiro de 2011 |
| Atual secretário | Marco Antônio de Rezende Teixeira                             |

A Secretaria de Casa Civil e de Relações Institucionais de Minas Gerais (SECCRI) é uma secretaria do poder executivo do estado brasileiro de Minas Gerais. A competência desta secretaria é prestar assessoramento técnico-institucional ao Governador do Estado no desempenho de suas atribuições.

## Estrutura administrativa da Secretaria
A atual administração da Secretaria de Casa Civil e de Relações Institucionais é composta pelos seguintes membros :

### Gabinete
- Secretário: Marco Antônio de Rezende Teixeira
- Secretária-Adjunta:
- Chefe de Gabinete: Carina Angélica Brito Reyder
  - Núcleo de Suporte ao Gabinete: Natália Freitas Miranda
  - Núcleo de Suporte a Projetos Institucionais: Luiz Carlos Garcia
- Auditora Setorial: Vânia Mendonça Moreira
- Assessora Chefe de Comunicação: Júlia Adriane de Souza Barbosa
- Assessor Chefe de Planejamento: Rafael Freitas Corrêa (respondendo)
  - Coordenador do Núcleo de Tecnologia da Informação: Giovanni Alphonsus de Guimaraens
  - Coordenador do Núcleo de Modernização Administrativa: Rodrigo José Resende
  - Coordenador do Núcleo de Infraestrutura e Suporte Técnico: Davidson Manzoli Silva

- Superintendente de Planejamento, Gestão e Finanças: Giselli Ataíde Starling
  - Assessoria Jurídica: Juliana Sousa Almeida
  - Diretora de Planejamento, Orçamento: Welerson Cioglia
  - Diretoria de Contabilidade e Finanças: Vanessa dos Santos Corrêa
  - Diretora de Recursos Humanos: Flávia Elian Moreira Gomes
  - Diretoria de Aquisições e Contratações: Loçanny Seixas da Silva
  - Diretoria de Logística: Simony Bicalho da Silva

### Superintendência de Arquivo e Chancelaria
Superintendente: Lalini da Silva Nunes Roberto

### Coordenadoria de Atos e Processos Especiais
Coordenadora: Patrícia Haile Hilário
- Superintendência Central de Atos: Mairon Oliveira Martins da Costa
  - Diretoria Central de Processamento de Atos: Camila Vieira Lourenço Lara
  - Diretoria Central de Processos Especiais: Adriano Dutra Rezende
- Superintendência de Pessoal dos Serviços Notariais e de Registro: Lourdes Miguela Perez Coronel
  - Diretoria de Cadastro e Gestão Documental: Maria Luiza Ribas
  - Diretoria de Gestão de Pagamento: Marilene da Silva Ribeiro

### Subsecretaria de Casa Civil
Subsecretária: Flávia Cristina Mendonça Faria da Pieve
- Núcleo de Estudos Jurídicos
- Núcleo de Acesso à Informação
- Núcleo de Apoio Administrativo

### Subsecretaria de Assessoria Técnico-Legislativa
Subsecretário: Bruno Ferreira Costa
- Núcleo de Análise Normativa: Guilherme Boechat de Sousa
- Núcleo de Acompanhamento de Proposições: Elisângela Maria de Oliveira
- Núcleo de Pesquisa Legislativa e Consulta Pública: Rosangela França Reis Sette
- Núcleo de Projetos e Estudos de Legística: Daniel Sebastião de Paiva
- Núcleo de Apoio Administrativo e Revisão: Sandra Mara da Cruz Almeida Pinheiro

### Subsecretaria de Relações Institucionais
Subsecretária: Verônica Ildefonso Cunha Coutinho
- Núcleo de Apoio às Relações Intragovernamentais e Interfederativas: Isabela Greiner de Magalhães
- Núcleo de Apoio às Relações com os demais Poderes e Órgãos Essenciais à Justiça: Maria Cláudia Machado de Assis
- Núcleo de Relacionamento com a Sociedade Civil: Verônica Ildefonso Cunha Coutinho (respondendo)

### Subsecretaria de Imprensa Oficial
Subsecretário: Rafael Freitas Corrêa
- Superintendência de Gestão de Serviços: Guilherme Machado Silveira
  - Diretoria de Atendimento: Elizabeth Aparecida Fonseca e Castro
  - Diretoria de Expedição: Diego Scherr Laignier Coelho
- Superintendência de Redação e Editoração: Henrique Antônio Godoy
  - Diretoria de Produção do Diário Oficial: Rosana Vasconcellos Fortes Araújo
  - Diretoria de Produção de Serviços Gráficos: Márcio Grifo